# Exposed (Kristinia DeBarge)
Exposed è l'album di debutto della cantante pop statunitense Kristinia DeBarge, pubblicato il 28 luglio 2009 dall'etichetta discografica Def Jam.
Dall'album sono stati estratti i singoli Goodbye, Sabotage e Future Love.
Il disco ha raggiunto la posizione numero ventritrè della classifica di vendita statunitense.

## Tracce
CD Def Jam 060252709478 (UMG) / EAN 0602527094786)
1. Somebody – 3:26 (M. Hough, R. Wouter, U. Yancey)
2. Future Love – 3:23 (Evan "Kidd" Bogart, Ryan Tedder)
3. Speak Up – 3:41 (Evan "Kidd" Bogart, Ryan Tedder)
4. Goodbye – 3:28 (E. Dawkins, G. DeCarlo, A. Dixon, D. Frashuer, P. Leka, A. Shropshire, D. Thomas)
5. Sabotage – 3:12 (E. K. Bogart, M. Mani, E. Nuri, J. Omley, D. Quinones)
6. Died in Your Eyes – 3:46 (D. Josiah, P. Sheyne, R. Westburg)
7. Powerless – 3:41 (T. Johnson, Tynisha Keli, M. Mani, J. Omley)
8. Cried Me a River – 4:21 (K. DeBarge, Babyface, R. Walton)
9. Doesn't Everybody Want to Fall in Love – 3:40 (Babyface, D. Simmons, R. Walton)
10. It's Gotta Be Love – 3:07 (K. DeBarge, Babyface, Anthony M. Jones, Roy Hamilton III B. Ervin, S. Ettinger, D. Pierce, D. Simon, J. Smith)
11. Disconnect – 4:01 (Babyface, R. Walton)

Durata totale: 39:46

## Classifiche
| Classifica (2009) | Posizione raggiunta |
| ----------------- | ------------------- |
| Stati Uniti       | 23                  |